# Штаркенберг
Штаркенберг (њем. Starkenberg) општина је у њемачкој савезној држави Тирингија. Једно је од 40 општинских средишта округа Алтенбургер Ланд. Према процјени из 2010. у општини је живјело 1.936 становника. Посједује регионалну шифру (AGS) 16077044.

## Географски и демографски подаци
Штаркенберг се налази у савезној држави Тирингија у округу Алтенбургер Ланд. Општина се налази на надморској висини од 235 метара. Површина општине износи 23,6 km². У самом мјесту је, према процјени из 2010. године, живјело 1.936 становника. Просјечна густина становништва износи 82 становника/km².